# Igea Virtus Barcellona 1949-1950
Questa voce raccoglie le informazioni riguardanti l'Igea Virtus Barcellona nelle competizioni ufficiali della stagione 1949-1950.

## Rosa
| N. |                   | Ruolo | Calciatore     |
| -- | ----------------- | ----- | -------------- |
|    | Italia (bandiera) | C     | F. Bertolino   |
|    | Italia (bandiera) | A     | G. Calabrese   |
|    | Italia (bandiera) | C     | A. Cocozza     |
|    | Italia (bandiera) | C     | G. Dispensieri |
|    | Italia (bandiera) | A     | A. Gelsomino   |
|    | Italia (bandiera) | P     | Giancolo       |
|    | Italia (bandiera) | C     | Palmisano      |

| N. |                   | Ruolo | Calciatore         |
| -- | ----------------- | ----- | ------------------ |
|    | Italia (bandiera) | A     | Riccobono          |
|    | Italia (bandiera) | D     | Rubinati           |
|    | Italia (bandiera) | C     | Gastone Snidersich |
|    | Italia (bandiera) | P     | Valsecchi          |
|    | Italia (bandiera) | C     | Franco Vanelli     |
|    | Italia (bandiera) | D     | A. Visentin        |
|    | Italia (bandiera) | A     | A. Zidarich        |